# زیلکه رنک
زیلکه رنک (آلمانی: Silke Renk؛ زادهٔ ۳۰ ژوئن ۱۹۶۷) پرتاب‌گر نیزه اهل آلمان است.
وی در مسابقات کشوری و بین‌المللی در مجموع برندهٔ ۲ مدال طلا و ۱ مدال برنز شده‌است.